# John Rusher
John „Jack“ Dunbar Rusher IV. (* 18. April 1967 in Boston) ist ein ehemaliger Ruderer aus den Vereinigten Staaten, der 1988 Olympiadritter mit dem Achter und 1992 Olympiavierter mit dem Vierer mit Steuermann war.

## Karriere
Der 1,90 m große John Rusher ruderte bereits an der St. Paul’s Prep School. Bei den Junioren-Weltmeisterschaften 1984 belegte er mit dem Achter den vierten Platz. Ab 1985 ruderte er für die Harvard University, mit deren Achter er 1987 und 1988 die Meisterschaften der National Collegiate Athletic Association gewann. Bei den Olympischen Spielen 1988 in Seoul war Rusher der einzige Ruderer im Achter, der nicht schon 1987 beim Gewinn des Weltmeistertitels dabei gewesen war. Der Achter mit Michael Teti, Jon Smith, Ted Patton, John Rusher, Peter Nordell, Jeffrey McLaughlin, Douglas Burden, John Pescatore und Steuermann Seth Bauer gewann hinter den Achtern aus Deutschland und der Sowjetunion die Bronzemedaille.
Bei den Weltmeisterschaften 1989 ruderte Rusher zusammen mit Raoul Rodriguez, Thomas Bohrer und Richard Kennelly im Vierer ohne Steuermann und gewann die Silbermedaille hinter dem Boot aus der DDR. Bei den Weltmeisterschaften 1990 und 1991 trat Rusher mit dem Achter an und belegte den fünften, bzw. den achten Platz. 1992 wechselte Rusher für die olympischen Spiele in Barcelona in den Vierer mit Steuermann. Zusammen mit  James Neil, Teo Bielefeld, Sean Hall und Steuermann Tim Evans belegte er den vierten Platz mit fast drei Sekunden Rückstand auf die drittplatzierten Polen.
John Rusher heiratete die Olympia-Ruderin Cynthia Eckert und lebte mit ihr in der Nähe von Chicago. Beider Kinder Alison Rusher und Nicholas Rusher nahmen auch im Ruderboot an Olympischen Spielen teil. John Rusher arbeitete als Händler bei Bluefin Trading.